# ليس هاتورس (كيبك)
ليس هاتورس (بالإنجليزية: Les Hauteurs, Quebec)‏ هي بلدية محلية في كيبيك تقع في كندا في لاميتيس. يقدر عدد سكانها بـ 524 نسمة ومساحتها 104.40 كم2 .